# 君临天下 (天津)
39°07′55″N 117°11′28″E / 39.13183°N 117.19107°E君临天下是一個位於中国天津市河北区海河北岸北安桥边的摩天住宅楼。该建筑高239米，始建于2006年，于2008年10月1日正式封顶，是目前天津市最高的摩天住宅楼。

## 簡介
君临天下是一個位於中国天津市河北区博爱道1号（博爱道与民族路交口）的住宅項目，大楼总高度为230米，共88层，平均每层高2.88米，为钢筋混凝土式建筑，外部为玻璃幕墙。该建筑是商住一体式大楼，上为酒店式公寓，底部为商业街和地下停车场。君临天下的开发商是天津星际房地产开发有限公司，投资商是天津星际房地产开发有限公司，物业管理公司是天彦物业。

## 区位
君临天下东起民族路，西至北安桥，南临海河，北至博爱道。紧邻天津意式风情区、奥地利风情街，和和平路商业街、天津环球金融中心、天津金融城、津湾广场、新安商业区等隔河相望。君临天下周边还建有许多高端住宅项目、酒店如：津门公寓、仁恒海河广场、海河大道、津门圣瑞吉酒店、天津希尔顿酒店。此外，天津站、天津城市规划展览馆、天津海河音乐公园和海河中心广场公园等配套设施也与该项目毗邻。

## 交通
- 天津地铁二号线：建国道站
- 天津公交：681路、802路、856路、901路、905路[6]